# Clethrogyna prisca
Clethrogyna prisca är en fjärilsart som beskrevs av John Henry Leech 1890. Clethrogyna prisca ingår i släktet Clethrogyna och familjen tofsspinnare. Inga underarter finns listade i Catalogue of Life.